# Un principe tutto mio 2 - Un matrimonio da favola
Un principe tutto mio 2 - Un matrimonio da favola è una pellicola del 2006 uscita per il mercato dell'home video della regista Catherine Cyran. Il film è il sequel della commedia Un principe tutto mio del 2004.

## Trama
Dopo aver risolto i loro problemi, la studentessa Paige e il principe Eddie erede al trono di Danimarca, stanno per convolare a nozze. Ma scoprono l'esistenza di una legge da Albert un parente del re di Norvegia: se un re sale al trono da celibe deve prendere per sposa una  principessa scandinava, e quella doveva essere proprio sua figlia, la principessa  Kirsten ma in realtà tutto questo è una scusa perché l'uomo è indebitato fino al collo a causa dei suoi problemi con il gioco d'azzardo e vuole usare ciò per avere accesso al patrimonio di famiglia e pagare i debiti e tornare ricco sfondato cosa di cui Edvard è consapevole e quindi la famiglia reale le tenta tutte per salvare il matrimonio.
Quando Kirsten arriva a palazzo fa la conoscenza di Paige e rivede il vecchio e caro amico Edvard, che vuole conquistare, e cerca così di organizzare delle trappole per mettere a disagio la futura regina, così da fare capire a tutti che sarebbe un grande sbaglio fare salire al trono una borghese in quanto Kirsten è snob e senza scrupoli oltre a voler favorire gli interessi del padre indebitato.
Ma dopo tutto i due innamorati alla fine hanno un matrimonio favoloso grazie a una scappatoia trovata con molte ore di duro lavoro da Paige e alcuni dei suoi amici infatti venne redatta una nuova legge anni dopo più permissiva e grazie ad essa basta leggere la costituzione della Danimarca in danese davanti al parlamento per permettere a un reale e una persona di qualsiasi rango di potersi sposare insieme. Paige riesce a leggere in danese la costituzione davanti al parlamento radunato in chiesa rendendo così possibile il matrimonio con grande disperazione di Albert che perde ogni possibilità di impadronirsi del patrimonio dei reali. Kirsten viene infine umiliata grazie a Soren che l'aveva rinchiusa nella sua stanza e la donna dopo essere fuggita cadendo dalla finestra arriva in chiesa sporca di fango finendo derisa davanti a tutti e portata via dal padre. Eddie e Paige partono infine insieme per godersi la loro luna di miele.